# Децата от класна стая 402
„Децата от класна стая 402“ или само „Класна стая 402“ (на английски: The Kids From Room 402), американско-канадски анимационен сериал, излъчен по Fox Kids, Jetix, Jetix Play. Сериите разказват за ежедневните борби на ученици от класа на г-жа Грейвс.

## Герои

### Класна стая 402
- Джеси Маккой – Джеси не е най-умния в училище и много често неговите приятели му се подиграват, включително и Вини, именно защото майка му се отнася с него като с малко бебе и го засрамва. Винаги щом има задача за домашно, той обикновено се измъква с помощта на лъжите си, но обикновено г-ца Грейвс го хваща и го наказва. Джеси има много малко коса и носи оранжев пуловер и сини дънки.
- Вини Наста – Вини прави най-много лудории от групата. Той е висок и много обича да си прави шеги с хората. Той носи футболна тениска и е с разрошена черна коса. Винаги си носи яйца в себе си, за да замерва невинните дечица от по-малките класове. Той е приятел на Джеси и често правят пакостите си заедно
- Нанси Франсис – Нанси има червена коса и носи очила, тя винаги се опитва да е като останалите момичета и винаги помага на Джеси, защото много често тя вижда как му се подиграват. Нанси е добро дете, но винаги иска да е начело на организацията и често е склонна да върши всевъможни пакости. Тя иска да е приятелка с Пени, но по-скоро успява да стане приятелка на Поли, колкото и да не ѝ се иска.
- Пени Грант – Пени е едно от най-богатите момичета в цялото училище, но въпреки това тя не е надута. Тя е много мила и има руса коса. Нанси постоянно се върти около нея, защото знае колко е богата, въпреки че понякога дори Пени не осъзнава, че има много заможно семейство.
- Поли Макшейн – Поли е с литовски произход и е любимката на учителите, дори много прилича на тях. Тя е умна, носи очила, с черна коса е и носи карирано облекло. Любимците на учителите са досадни, но не и колкото Поли, дразнейки останалите, тя се опитва да излиза с тях особено с „Нан“, но никога не се получава, въпреки че тя непрестанно опитва. Поли има колекция от лъжици, с която много се гордее
- Артър Кенет Ван дер Уол – Артър винаги се опитва да продава на другите страхотни неща, дори ако не си ги купите от него, накрая обикновено пак му плащате. Той има кафява коса, носи синьо сако и прилича на дете, което си има всичко. Не се знае как го получава, повечето деца си мислят, че краде от магазините или че е много богат.
- Фреди Фей – Фреди винаги изглежда тъжен и също му се подиграват, както и на Джеси. В училище се знае, че той е интелигентен, но на него това не му се харесва. Той има черна коса, носи очила и жълта блузка. В един от епизодите всички му се подиграват, защото си мислят, че е подмокрил панталоните си, макар че всъщност той се намокри от чешмата неволно. Дори след това медицинската сестра дойде в класа на Фреди, за да им поговори за контрол над пикочния мехур.
- Джордан – ученичка от стая 402. Тя е много богата, макар че тя никога не кани никого у тях. Винаги ходи на училище в дънкен гащеризон, въпреки че майка ѝ ѝ купува дрехи почти всеки ден. Джордан е една от приятелките на Нанси.
- Габриел – ученичка от стая 402. Една от приятелките на Нанси.
- Мери-Елън – ученичка от класа на Нанси и нейна приятелка.
- Тили – ученичка от класа на г-ца Грейвс. Понякога прекарва времето си с Пени. Една от приятелките на Нанси.
- Чарли – ученик от класа на г-ца Грейвс.
- Дон – ученик от класа на г-ца Грейвс.
- Пиги – ученик от класа на г-ца Грейвс. Носи очила.
- Мелъни – дъщеря на г-жа Белинхофт и нова ученичка в класа на г-ца Грейвс. Нейната любима дума е „мирише“. Не харесва Пени и я нарича „некадърница“. Предпочита да прекарва времето си с баща си, не обича много майка си и винаги я дразни.

### Учители
- Г-ца Грейси Грейвс – тя е наистина страхотен учител и е натоварена с тежката задача да преподава на такъв труден клас. Когато я забележите вероятно тя се опитва да им помогне да постигнат добри резултати на контролното, без да има извинения от страна на Джеси и останалите.
- Г-н Бесър – той е директорът на училището, който не би трябвало да е на този пост. Прочут е с неговата глупост и с наднорменото си тегло. Той често е осмиван от учениците. Неговата немарливост и невежество предизвикват много комични ситуации в шоуто.
- Г-ца Белинхофт – учителка на друг клас и майка на Мелъни.
- Г-н Джаксън – библиотекар и учител по музика.
- Г-жа Клоник – учителка по музика, но излиза в майчинство.
- Г-н Карл – класен ръководител на „Най-лошия клас“ – „Класът на г-н Карл“.

### Други
- Робърта МакКой – майката на Джеси. Счита сина си за малко дете.
- Лара Джонсън – малко момиченце. Ходи в детска градина в училището.
- Глория – най-добрата приятелка на Мелъни.
- Зак – училищният разбойник.
- Марта и Роберто – училищните готвачи.

## В България
В България сериалът първоначално е излъчен по bTV като част от блока Fox Kids. Ролите се озвучават от Йорданка Илова, Вера Методиева, Цанко Тасев и Даниела Йорданова.
По-късно започва повторно излъчване по Jetix, като първи сезон е озвучен през 2007 г. Дублажът е на студио Медиа Линк. Ролите се озвучават от Йорданка Илова, Вилма Карталска, Радослав Рачев и Даниела Йорданова. По-късно през 2008 година е озвучен втори сезон, като единсвено Рачев е заменен с Цанко Тасев.